# 'Na santa guapparia/Miracolo d'ammore
'Na santa guapparia/Miracolo d'ammore è un singolo del cantante italiano Mario Merola, pubblicato nel 1970.

## Descrizione
Il singolo, che contiene due cover, è stato pubblicato in formato 7" dall'etichetta discografica Hello con numero di catalogo HR 9023.

## Tracce
1. 'Na santa guapparia (Colucci - Esposito - Fiorini)
2. Miracolo d'ammore (Esposito - Di Domenico - Fiorini)